# Névralgie cervicobrachiale

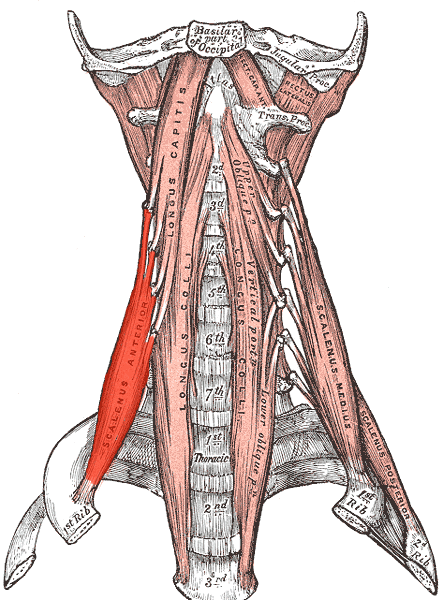
Muscle Scalenus antérieur

La névralgie cervicobrachiale désigne une douleur touchant la nuque et l'un des bras du patient. L'abréviation NCB est parfois utilisée pour la désigner.

## Épidémiologie
La NCB survient le plus souvent entre 40 et 50 ans. Elle est plus fréquente chez les femmes (60 % des cas) que chez les hommes. Sa prévalence est de 83,2/100 000 personnes ; plus de la moitié de la population adulte fait l’expérience de cervicobrachialgies au moins une fois dans sa vie.

## Définition et physiopathologie

### Physiopathologie
Elle implique d’une part, une déformation mécanique et d’autre part, une irritation chimique des racines nerveuses. La présence de cytokines pro-inflammatoires et de nerve growth factor (NGF) a été identifiée comme jouant un rôle majeur dans le développement des douleurs radiculaires et cervicales.

### Symptômes
La NCB se caractérise par une douleur touchant la nuque et l'un des bras du patient. Ces douleurs peuvent être invalidantes, empêcher de dormir, et avoir un impact fonctionnel important. Une limitation douloureuse des mouvements de la tête est aussi souvent retrouvée.

### Examens complémentaires
Le diagnostic peut être établi par un simple interrogatoire et examen clinique. Parfois, un IRM, une radiographie, une tomodensitométrie, des prises de sang ou un électromyogramme sont prescrits lorsque la douleur ne diminue pas durant plusieurs semaines.
Une hernie asymptomatique est observée dans 10 % des IRM chez les personnes de moins de 40 ans et dans 5 % de celles de plus de 40 ans.

## Causes
Elle peut avoir plusieurs causes, ayant en commun l'irritation d'un nerf au niveau du cou. Par exemple, l'arthrose cervicale, l'ostéophytose, un hématome, une hernie discale.

## Traitement
Le traitement de la NCB varie suivant la cause, de l'abstention thérapeutique à l'utilisation d'anti-inflammatoires voire à un traitement chirurgical.
Plus de 90% des patients voient leurs symptômes diminuer voire disparaître sans chirurgie à moyen terme. Une antalgie et un traitement anti-inflammatoire adapté ou des corticostéroïdes sont donc le traitement de première intention. L’indication chirurgicale est posée lorsqu’il n’y a pas de réponse au traitement conservateur au bout de six à huit mois ou lorsqu’un déficit neurologique progressif se présente. La myélopathie cervicale symptomatique, associée au rétrécissement canalaire radiologique, pose l’indication chirurgicale.
La kinésithérapie est une des options possibles dans le traitement conservateur,.

## Pronostic
Les premières semaines après l'apparition des symptômes, la douleur est intense. Il y a un retentissement négatif modéré sur la réalisation des activités quotidiennes. Quatre à six mois après le début des symptômes, une amélioration significative est observée. La guérison totale survient chez 83 % des personnes deux à trois ans après le début des symptômes.